# Episodi di Lady Cop (quarta stagione)
| nº   | Titolo originale         | Titolo italiano     | Prima TV Germania | Prima TV Italia |
| ---- | ------------------------ | ------------------- | ----------------- | --------------- |
| 1-39 | Die Geliebte des Killers | L'amante del killer | 22 febbraio 2000  |                 |
| 2-40 | Tödliches Verlangen      |                     | 12 aprile 2001    |                 |
| 3-41 | Todeskuriere             |                     | 19 aprile 2001    |                 |
| 4-42 | Abschiedskonzert         | La musica è finita  | 26 aprile 2001    |                 |
| 5-43 | Bitteres Ende            |                     | 3 maggio 2001     |                 |
| 6-44 | Das Mädchen im Wald      |                     | 10 maggio 2001    |                 |
| 7-45 | Tödliche Gier            |                     | 17 maggio 2001    |                 |

## ?
- Titolo originale: Tödliches Verlangen
- Diretto da:
- Scritto da: Eva Zahn, Volker A. Zahn